# Xã Liberty, Quận Hamilton, Kansas
Xã Liberty (tiếng Anh: Liberty Township) là một xã thuộc quận Hamilton, tiểu bang Kansas, Hoa Kỳ. Năm 2010, dân số của xã này là 34 người.